# Алмазный мой венец
«Алма́зный мой вене́ц» (годы написания 1975—1977, год публикации 1978) — книга воспоминаний Валентина Катаева; центральный текст его позднего («мовистического») корпуса литературных произведений.

## Общая информация
Роман впервые опубликован в журнале «Новый мир» №6 1978, о чём Катаев уведомил Михаила Суслова: 
«Как Ваше здоровье? – писал он Суслову 9 июня 1978 года со своей дачи в подмосковном Переделкине. – Надеюсь, что хорошо. На своё я не жалуюсь: работаю как молодой, только что вышел 6-й номер «Нового мира» с моей новой вещью. Жду отзывов читателей, а на критиков не надеюсь, они меня не жалуют за самыми редкими исключениями…».
Жанр произведения определялся критиками как «повесть», «мемуарный роман-памфлет», «роман-загадка», «роман с ключом», «мемуарно-художественная книга», «книга памяти», «автобиографическая проза» и др. Сам Катаев неоднократно заявлял, что не считает «Венец» мемуарным произведением: «Умоляю читателей не воспринимать мою работу как мемуары […] Это свободный полет моей фантазии, основанный на истинных происшествиях, быть может, и не совсем точно сохранившихся в моей памяти». Тем не менее книга глубоко автобиографична.
В 1960—1970-х годах из-под пера Катаева последовательно появился цикл мемуарных произведений, написанных в единой бессюжетной, свободно-ассоциативной манере (сам Катаев определил этот стиль как «мовизм», от фр. mauvais — плохо): повести «Святой колодец» (1965), «Трава забвенья» (1967), «Разбитая жизнь, или Волшебный рог Оберона» (1972) и, наконец, «Алмазный мой венец». Катаев проявился в них совершенно необычным, свежим, метафорически раскованным, решительно обновлённым автором.

## Сюжет
Основанный на реальных событиях, написанный в 1975—1977 годах и впервые опубликованный в июньском номере журнала «Новый мир» за 1978 год, роман посвящён литературной жизни Москвы, Одессы, Харькова 1920-х годов. Название произведению дала черновая строка А. С. Пушкина, отброшенная затем им при написании «Бориса Годунова», из диалога между Мариной Мнишек и служанкой: «Марина: Ну что ж? готово ли? нельзя ли поспешить? — Рузя: Позвольте; наперед решите выбор трудный: Что вы наденете, жемчужную ли нить, Иль полумесяц изумрудный? — Марина: Алмазный мой венец». Катаевский «Алмазный венец» (образ, впервые использованный автором в «Разбитой жизни…») — стихи любимых поэтов, которые он цитирует в своей книге и которые живут в нём как выражение его собственного мира; это дружба, которой они его одарили и обогатили.
Глубина проникновения писателя в смысл событий и характеры людей, необычная форма изложения, яркий образный язык, флёр тайны, окутывающий роман, придают ему неповторимое очарование. Интересен новый, найденный Катаевым литературный приём — тонкая, изящная «зашифрованность» действующих лиц, когда целая вереница портретов известных советских писателей, поэтов, друзей писателя проходит перед читателем под «знаковыми» прозвищами-масками. К примеру, в «Алмазном венце» фигурирует некий «Командор», в котором читатель без труда узнаёт Владимира Маяковского. В «королевиче» понятен Сергей Есенин, в «синеглазом» — Михаил Булгаков. Всё это, сплетаясь с достоверными историческими фактами, создаёт для читателя своего рода завлекательную игру. Недаром пародисты именовали этот роман-загадку «Алмазный мой кроссворд».
За время, прошедшее с момента появления, текст оброс немалым количеством слухов и легенд. «Алмазный мой венец» совершенно не походил на типичную «советскую литературу», что вызвало, с одной стороны, нападки ревнителей социалистического реализма, увидевших в романе «набор низкопробных сплетен, зависти, цинизма, восторга перед славой и сладкой жизнью», и негативные оценки бесцензурного там- и самиздата, но с другой — благодарные отклики читателей, для которых роман оказался едва ли не основным источником сведений о Бабеле, Булгакове, Мандельштаме, Олеше, не говоря уже о куда менее известных Владимире Нарбуте или Семёне Кесельмане.
Наиболее полный труд, представляющий собой опыт первого научного комментария к «роману с ключом», написал Олег Лекманов в соавторстве с Марией Котовой (Рейкиной) при участии Л. Видгофа.

## Список персонажей романа (по алфавиту)
- альпинист/деревянный солдатик — Николай Тихонов
- арлекин — Павел Антокольский
- биограф синеглазого — Владимир Лакшин
- босоножка — Айседора Дункан
- брат — Евгений Петров
- брат друга — Михаил Файнзильберг (брат Ильи Ильфа)
- будетлянин — Велимир Хлебников
- вратарь — Алексей Хомич
- вьюн — Алексей Крученых
- главный редактор — Фёдор Раскольников («Красная новь»)
- девочка — Валентина Грюнзайд (жена Евгения Петрова)
- друг — Илья Ильф
- дружочек — Серафима Суок
- жена птицелова — Лидия Суок
- ключик — Юрий Олеша
- колченогий — Владимир Нарбут
- Командор — Владимир Маяковский
- конармеец — Исаак Бабель
- королевич — Сергей Есенин
- лада — Ксения Синякова
- литературный критик — Пётр Коган
- молодая жена убитого поэта — Зинаида Шишова
- мулат — Борис Пастернак
- наследник — Лев Славин
- некто, скупавший по дешевке дворцовую мебель — Алексей Толстой
- пошляк, сравнивший ключика с Бетховеном — Виктор Шкловский
- поэт-классик — Георгий Шенгели
- птицелов — Эдуард Багрицкий
- синеглазка — Елена Булгакова (сестра М. А. Булгакова)
- синеглазый — Михаил Булгаков
- соратник — Николай Асеев
- старая большевичка — Розалия Землячка
- сын водопроводчика — Василий Казин
- футурист — Анатолий Фиолетов
- художник — Пётр Митурич
- штабс-капитан — Михаил Зощенко
- щелкунчик — Осип Мандельштам
- эскесс — Семён Кесельман